# Unione Sportiva Grosseto Football Club 2002-2003
Questa pagina raccoglie le informazioni riguardanti l'Unione Sportiva Grosseto Football Club nelle competizioni ufficiali della stagione 2002-2003.

## Rosa
| N. |                   | Ruolo | Calciatore           |
| -- | ----------------- | ----- | -------------------- |
|    | Italia (bandiera) | A     | Gianni Belluomini    |
|    | Italia (bandiera) | D     | Stefano Bianconi     |
|    | Italia (bandiera) | A     | Alessio Bifini       |
|    | Italia (bandiera) | D     | Samuele Bogi         |
|    | Italia (bandiera) | C     | Daniele Buzzegoli    |
|    | Italia (bandiera) | C     | Giacomo Callegari    |
|    | Italia (bandiera) | A     | Antonio Cioffi       |
|    | Italia (bandiera) | A     | Andrea Consumi       |
|    | Italia (bandiera) | C     | Maurizio Coppola     |
|    | Italia (bandiera) | A     | Fiorenzo D'Ainzara   |
|    | Italia (bandiera) | A     | Massimo Dalle Nogare |
|    | Italia (bandiera) | C     | Diego Di Chiara      |
|    | Italia (bandiera) | A     | Simone Di Rita       |

| N. |                   | Ruolo | Calciatore               |
| -- | ----------------- | ----- | ------------------------ |
|    | Italia (bandiera) | D     | Mirko Garaffoni          |
|    | Italia (bandiera) | A     | Federico Gastasini       |
|    | Italia (bandiera) | A     | Marco Ghizzani           |
|    | Italia (bandiera) | D     | Andrea Giallombardo      |
|    | Italia (bandiera) | C     | Alfonso Greco            |
|    | Italia (bandiera) | D     | Sebastiamo Massimo Miano |
|    | Italia (bandiera) | A     | Stefano Nicoletti        |
|    | Italia (bandiera) | C     | Andrea Parola            |
|    | Italia (bandiera) | D     | Marco Pobega             |
|    | Italia (bandiera) | P     | Maurizio Pugliesi        |
|    | Italia (bandiera) | C     | Giovanni Ruscio          |
|    | Italia (bandiera) | D     | Leonardo Semplici        |
|    | Siria (bandiera)  | C     | Chadi Cheikh Merai       |